# 阿列克谢·缪里谢普
阿列克谢·亚历山德罗维奇·缪里谢普（俄语：Алексей Александрович Мюрисеп；1902年7月17日—1970年10月7日），爱沙尼亚人，苏联党和国家领导人。曾任爱共（布）中央交通运输部副部长、燃料和能源委员会副书记、轻工业部长、爱沙尼亚苏维埃社会主义共和国外交部长、部长会议副主席、主席、最高苏维埃主席团主席等职务。

## 生平
- 1902年7月17日出生于利沃尼亚省维亚尔塔村的一个商船水手家庭。6岁时全家迁往克拉斯诺亚尔斯克生活，他的父亲在那里担任叶尼塞航运公司的水手。
- 1918年-1924年5月，叶尼塞河航运公司的助理锁匠、水手、司炉、电工、造船厂电工。
- 1924年5月-1925年12月，苏联红军托木斯克第4无线电营电报员。
- 1925年12月-1928年7月，克拉斯诺亚尔斯克农民之家政治宣教工作者，克拉斯诺亚尔斯克市公共餐饮工人工会委员会主席。1926年加入联共（布）。
- 1928年7月-1931年12月，托木斯克第131储蓄银行财务总监兼检查员。
- 1931年12月-1937年4月，托木斯克机电铁路工程师学院学习。
- 1937年4月-1942年12月，皮亚季戈尔斯克火车站供电段电力调度员，供电段牵引变电站负责人；奥尔忠尼启则火车站铁路供电段副主任。
- 1942年12月-1943年11月，克拉斯诺亚尔斯克站第二机车部电力科长。
- 1943年11月-1944年9月，皮亚季戈尔斯克站牵引变电站工长；奥尔忠尼启则站电气科副科长。
- 1944年9月-1945年4月，爱沙尼亚铁路电气化部门负责人。
- 1945年4月-12月，爱共（布）中央运输部副部长。
- 1945年12月-1947年11月，爱共（布）中央燃料和能源委员会副书记，燃料和能源部长。
- 1947年12月-1948年10月，爱共（布）中央工业和运输委员会副书记，工业和运输部长。1948年毕业于联共（布）中央高级党校培训班。
- 1948年11月-1949年10月，爱共（布）中央轻工业部长。期间，1948年12月-1949年10月，爱共（布）中央委员会书记。
- 1949年10月-1951年3月，爱沙尼亚苏维埃社会主义共和国部长会议副主席。
- 1950年-1962年，爱沙尼亚苏维埃社会主义共和国外交部长。
- 1951年3月-1961年10月，爱沙尼亚苏维埃社会主义共和国部长会议主席。
- 1961年10月-1970年10月，爱沙尼亚苏维埃社会主义共和国最高苏维埃主席团主席。
- 1970年10月7日于塔尔图逝世，享年68岁。葬于塔林森林公墓。

缪里谢普是苏共19-23大代表；第19-22届中央候补委员，第23届中央审计委员；第4-5、8届苏联最高苏维埃联盟院代表，第6-7届苏联最高苏维埃民族院代表；第2-7届爱沙尼亚苏维埃社会主义共和国最高苏维埃代表。

## 荣誉
- 四次列宁勋章
- 劳动红旗勋章
- 红星勋章
- 劳动英勇奖章
- 保卫高加索奖章
- 1941-1945年伟大卫国战争中忘我劳动奖章